# 의제강간

국가별 성교 가능 연령
– 만 12세 (앙골라, 필리핀 등)
– 만 13세 (아르헨티나)
– 만 14세 (중화인민공화국, 브라질, 칠레, 콜롬비아, 독일, 이탈리아, 오스트리아, 포르투갈, 헝가리, 불가리아 등)
– 만 15세 (조선민주주의인민공화국, 타이, 캄보디아, 라오스, 프랑스, 스웨덴, 폴란드, 체코, 루마니아 등)
– 만 16세 (러시아, 핀란드, 네덜란드, 영국, 스페인, 캐나다, 베네수엘라, 호주, 뉴질랜드, 남아프리카공화국, 말레이시아, 일본, 중화민국, 몽골, 네팔, 대한민국 등)
– 만 17세 (아일랜드, 미국 뉴욕주 등)
– 만 18세 (인도, 베트남, 부탄, 터키, 이집트, 에티오피아, 나이지리아, 콩고, 미국 캘리포니아주 등)
– 만 19세
– 만 20세
– 지방정부마다 다름.
– 혼인해야만 함. (사우디아라비아, 아랍에미리트, 쿠웨이트, 이란, 파키스탄, 아프가니스탄, 리비아 등)
– 자료 없음.

의제 강간이란 성교 동의 연령(age of consent)에 이르지 아니하는 사람과의 성교를 강간으로 보아 처벌하는 것을 말한다.

## 국가별 상황

### 타이완
타이완에서는 미성년자와의 성관계를 강간죄로 의제하는 나이(만 14세)와 강간죄보다 가벼운 성범죄로 처벌하는 나이(만 16세)를 구분한다.

### 중화인민공화국
의제 강간 기준은 만 14세이다. 만 14세 이상 청소년 성 매매를 강간으로 의제하는 법률이 추진되고 있다.

### 일본
형법상으로 미성년자와의 성관계를 강제성교등죄로 보는 나이는 16세이나, 아동복지법 제34조 제6호 및 그 처벌 조항인 제60조에 의해 18세 미만인 미성년자와의 성관계를 처벌한다.

### 대한민국
- 아동ㆍ청소년의 성보호에 관한 법률
- 제1조(목적) - 이 법은 아동ㆍ청소년대상 성범죄의 처벌과 절차에 관한 특례를 규정하고 피해아동ㆍ청소년을 위한 구제 및 지원 절차를 마련하며 아동ㆍ청소년대상 성범죄자를 체계적으로 관리함으로써 아동ㆍ청소년을 성범죄로부터 보호하고 아동ㆍ청소년이 건강한 사회구성원으로 성장할 수 있도록 함을 목적으로 한다.
- 제2조(정의)
  - 1. “아동ㆍ청소년”이란 19세 미만의 사람을 말한다.
  - 4. “아동ㆍ청소년의 성을 사는 행위”란 아동ㆍ청소년, 아동ㆍ청소년의 성(性)을 사는 행위를 알선한 자 또는 아동ㆍ청소년을 실질적으로 보호ㆍ감독하는 자 등에게 금품이나 그 밖의 재산상 이익, 직무ㆍ편의제공 등 대가를 제공하거나 약속하고 다음 각 목의 어느 하나에 해당하는 행위를 아동ㆍ청소년을 대상으로 하거나 아동ㆍ청소년으로 하여금 하게 하는 것을 말한다.
    - 가. 성교 행위
    - 나. 구강ㆍ항문 등 신체의 일부나 도구를 이용한 유사 성교 행위
    - 다. 신체의 전부 또는 일부를 접촉ㆍ노출하는 행위로서 일반인의 성적 수치심이나 혐오감을 일으키는 행위
    - 라. 자위 행위

  - 5. “아동ㆍ청소년성착취물”이란 아동ㆍ청소년 또는 아동ㆍ청소년으로 명백하게 인식될 수 있는 사람이나 표현물이 등장하여 제4호 각 목의 어느 하나에 해당하는 행위를 하거나 그 밖의 성적 행위를 하는 내용을 표현하는 것으로서 필름ㆍ비디오물ㆍ게임물 또는 컴퓨터나 그 밖의 통신매체를 통한 화상ㆍ영상 등의 형태로 된 것을 말한다.[4]

- 형법 제 305조 상으로 가해자가 19세 이상의 성인인 경우 미성년자와의 성관계를 강간죄로 의제하는 나이는 16세이고, 가해자가 19세 미만의 청소년인 경우 미성년자와의 성관계를 강간죄로 의제하는 나이는 13세이다.[5]

## 같이 보기
- 강간의 유형